# Амилахоров, Евгений Васильевич
Евгений Васильевич Амилахоров (14.11.1721 — 11.12.1786) — действительный статский советник, президент Вотчинной коллегии (1778—1780).
Начал службу в драгунах нижним чином в 1739 г. В 1740 году фельдмаршалом Минихом определён в сержанты Ингерманландского пехотного полка, через полгода произведён в прапорщики. В 1742 г. был поручиком Вятского пехотного полка, в 1744 г., в чине капитана, состоял при особе Великого Князя Петра Фёдоровича. В 1750 г., будучи премьер-майором, перешёл из военной в гражданскую службу, назначен в Петербургскую губернскую канцелярию товарищем губернатора. В августе 1753 г. переведён в судьи Сыскного приказа. В сказке, поданной в 1754 г., князь Амилахоров показал, что ему пожаловано на Украйне 16 дворов вольных малороссиян.
С 1778 по 1780 г. — президент Вотчинной коллегии.
Погребён в Донском монастыре под папертью.